# Maria Boldor
Maria Boldor, née le 3 août 1996 à Bucarest est une escrimeuse roumaine, pratiquant le fleuret.

## Biographie
Elle remporte le bronze en individuel lors des Championnats du monde d'escrime 2022 au Caire.

## Palmarès
- Championnats du monde
  -  Médaille de bronze en individuel en 2022 au Caire
- Championnats de Roumanie
  -  Médaillée d'or en individuel en 2014, 2015 et 2017